# Beamish (motorfiets)
Beamish is een Brits historisch historisch merk van trialmotorfietsen.
De fabriek ontstond omstreeks 1970 toen de International Clubman Trial over het grondgebied van de familie Beamish ging. De ex-Europees kampioen Gordon Farley en framebouwer Whitlock bouwden de Beamish-trialmachines op basis van een Suzuki-motorblok.